# Unicodeblock Kyrillisch, erweitert-C
Der Unicodeblock Kyrillisch, erweitert-C (engl.: Cyrillic Extended-C, U+1C80 bis U+1C8F) enthält alte Varianten kyrillischer Buchstaben, welche heutzutage nicht mehr in Benutzung sind.

## Tabelle
Der Block ist erst mit Standard 9.0.0 definiert und deshalb dürfte es bisher kaum Fonts für die Darstellung geben.
Alle Zeichen haben die bidirektionale Klasse "von links nach rechts".
| Unicodenummer | Zeichen (400 %) | Offizielle Bezeichnung                | Beschreibung                                     |
| ------------- | --------------- | ------------------------------------- | ------------------------------------------------ |
| U+1C80 (7296) | ᲀ               | CYRILLIC SMALL LETTER ROUNDED VE      | Kyrillischer Kleinbuchstabe gerundetes We        |
| U+1C81 (7297) | ᲁ               | CYRILLIC SMALL LETTER LONG-LEGGED DE  | Kyrillischer Kleinbuchstabe langbeiniges De      |
| U+1C82 (7298) | ᲂ               | CYRILLIC SMALL LETTER NARROW O        | Kyrillischer Kleinbuchstabe schmales O           |
| U+1C83 (7299) | ᲃ               | CYRILLIC SMALL LETTER WIDE ES         | Kyrillischer Kleinbuchstabe breites Es           |
| U+1C84 (7300) | ᲄ               | CYRILLIC SMALL LETTER TALL TE         | Kyrillischer Kleinbuchstabe hohes Te             |
| U+1C85 (7301) | ᲅ               | CYRILLIC SMALL LETTER THREE-LEGGED TE | Kyrillischer Kleinbuchstabe dreibeiniges Te      |
| U+1C86 (7302) | ᲆ               | CYRILLIC SMALL LETTER TALL HARD SIGN  | Kyrillischer Kleinbuchstabe hohes hartes Zeichen |
| U+1C87 (7303) | ᲇ               | CYRILLIC SMALL LETTER TALL YAT        | Kyrillischer Kleinbuchstabe hohes Jat            |
| U+1C88 (7304) | ᲈ               | CYRILLIC SMALL LETTER UNBLENDED UK    | Kyrillischer Kleinbuchstabe unvermischtes Uk     |